# Ulla Held-Daab
Ulla Held-Daab (* 1. Januar 1962 in Bad Marienberg/Westerwald) ist eine deutsche Juristin und seit dem 1. Juli 2009 Richterin im 8. Revisionssenat des deutschen Bundesverwaltungsgerichts, seit August 2018 als Vorsitzende Richterin.

## Werdegang
Held-Daab studierte an der Rheinischen Friedrich-Wilhelms-Universität in Bonn Rechtswissenschaft und war hiernach wissenschaftliche Hilfskraft am Lehrstuhl für Öffentliches Recht der Universität Bonn. Nachdem sie 1994 das zweite juristische Staatsexamen bestanden hatte, wurde sie Richterin am Verwaltungsgericht Aachen. Sie promovierte 1995 an der Berliner Humboldt-Universität zum freien Ermessen im Verwaltungsrecht. Im Februar 1999 wurde Held-Daab an das Verwaltungsgericht Leipzig versetzt und gleichzeitig bis Ende 2000 an den Verfassungsgerichtshof des Freistaates Sachsen abgeordnet. Von Januar 2007 bis Juni 2009 war sie zum Bundesverwaltungsgericht als wissenschaftliche Mitarbeiterin abgeordnet. Zum 1. Juli 2009 wurde sie zur Richterin am Bundesverwaltungsgericht ernannt. Sie gehört dem für das Wirtschaftsverwaltungsrecht zuständigen 8. Revisionssenat  an. Das Präsidium des Bundesverwaltungsgerichts hat Ulla Held-Daab mit Wirkung zum 7. August 2018 zur Vorsitzenden Richterin ernannt. Wie das BVerwG mitteilte, wurde der promovierten Juristin der Vorsitz des Achten Revisionssenats übertragen.